# ویم ریسبرگن
ویم ریسبرگن (انگلیسی: Wim Rijsbergen؛ زادهٔ ۱۸ ژانویهٔ ۱۹۵۲) بازیکن فوتبال اهل پادشاهی هلند است.
از باشگاه‌هایی که در آن بازی کرده‌است می‌توان به باشگاه فوتبال اوترخت، باشگاه فوتبال فاینورد، باشگاه فوتبال پک زووله، و باشگاه فوتبال باستیا اشاره کرد.
وی همچنین در تیم ملی فوتبال هلند بازی کرده‌است.